# 374 до н. е.

## Події
- З Акко виступила на Єгипет величезна перська армія, яка налічує, за словами античних істориків, 200 тисяч персів, 20 тисяч грецьких найманців і 300 військових судів. Командував цією армією Фарнабаз. Тим часом Нектанеб зміцнив все гирла Нілу, і у Пелусія загородив вхід в країну каналами і дамбами.